# Dewarick Spencer
Dewarick Antwain Spencer, (nacido el 04 de mayo de 1982 en Mobile, Alabama)  es un  jugador de baloncesto estadounidense que actualmente se encuentra sin equipo. Con 1.93 de estatura, su puesto natural en la cancha es el de escolta.

## Trayectoria
- Universidad de Arkansas State (2003-2005)
- Chorale Roanne Basket (2005-2007)
- Virtus Bologna (2007-2008)
- Efes Pilsen (2008)
- Le Mans Sarthe Basket (2008-2010)
- Budivelnyk Kiev (2010-2011)
- Al-Riyadi Beirut (2011-2012)
- Foolad Mahan (2012)
- Jilin Northeast Tigers (2012-2013)
- Al-Riyadi Beirut (2013)
- Petrochimi Bandar Imam BC (2013)
- Zhejiang Golden Bulls (2013-2014)
- Al-Riyadi Beirut (2014-2015)
- Guaros de Lara (2015)
- Seul SK Knights (2015-2016)
- Guaros de Lara (2016)
- Al-Riyadi Beirut (2016)
- Al Moutahed Tripoli (2016-2017)
- Goyang Orions (2017)
- Champville SC (2018-2019)
- Macau Black Bears (2019)